# Ц.Д.Н.В.
| ← | 1950 – 1952 | → |

Ц.Д.Н.В. (Народна войска) е името, под което ОСК ЦСКА (София) се състезава през периода от 1949 г. до 1952 г. Съкращението ЦДНВ означава Централен дом на народната войска

## История

### Футбол
На 28 юли 1951 г. шампионът ЦДНВ (София) нанася най-голямото крушение на русенския футбол за всички времена. В мач от А група, игран в столицата, армейците разгромяват Торпедо (Русе) с 12:0. Към 2016 г. това е рекордът за най-голяма победа в елита. Нападателят на ЦДНВ Петър Михайлов вкарва 6 гола в мрежата на торпедовци, което също е ненадминат индивидуален рекорд. Димитър Миланов и Михаил Янков са „по-скромни“ и се отчитат само с по три гола в русенската врата за крайното 12:0.
През 1952 г. – ЦДНВ печели трета шампионска титла. Капитанът на отбора Стефан Божков е ключова фигура в състава на ЦДНВ, с участие във всички срещи през сезона Треньорът на отбора, Крум Милев, влага особено старание и отделя сериозно внимание в тренировъчния процес на физическата подготовка и заучените комбинации. Той си поставя амбициозна задача да изгради състав, който да бъде шампион в продължение на години, да воюва за водещо място сред европейския футболен елит.